# Nautilus-Klasse
Die Nautilus-Klasse war eine Klasse von zwei U-Booten der Regia Marina. Die Boote wurden als Prototypen gebaut und 1913 in Dienst gestellt.

## Baugeschichte
Das Typboot Nautilus wurde vom Major des technischen Korps der Marine (italienisch Corpo del Genio Navale) Curio Bernardis 1910 als Einhüllenboot entworfen. Da es sich um einen Prototyp handelte, wurde es mit dem Schwesterboot Nereide in der Marinewerft im Arsenal in Venedig gebaut.
Aus der Nautilus-Klasse ging später die ebenfalls von Bernardis entwickelte N-Klasse hervor. Der  Rumpf des Küsten-U-Bootes ähnelte dem eines MAS. Auf der Nereide ließ Bernardis 1914 zu Testzwecken ein mit der Hand schwenkbares Torpedorohr auf dem Deck montieren. Zwar verliefen die Tests im Kleinen Meer in Tarent mehr als erfolgversprechend, aber die Marine lehnte nach einiger Überlegungszeit eine Übernahme des innovativen Waffenprojektes ab.
Trotz ihrer nur befriedigenden Taucheigenschaften wurde die Nautilus-Klasse im Ersten Weltkrieg für Angriffsoperationen eingesetzt.

## Boote der Klasse
| Boot     | Bauwerft         | Kiellegung     | Stapellauf     | Indienststellung  |
| -------- | ---------------- | -------------- | -------------- | ----------------- |
| Nautilus | Arsenal, Venedig | 1. August 1911 | 25. April 1913 | 9. September 1913 |
| Nereide  | Arsenal, Venedig | 1. August 1911 | 12. Juli 1913  | 20. Dezember 1913 |

Quellen

## Einsatzgeschichte
Nach dem erfolgreichen Abschluss der Testfahrten wurden beide Boote nach Brindisi zum 3. U-Boot-Geschwader überführt. In Brindisi wurde die Mannschaften an den beiden Booten ausgebildet. Auch nach dem italienischen Kriegseintritt im Mai 1915 operierten die Nautilus und die Nereide von der süditalienischen Hafenstadt aus.

### Nautilus
Die Nautilus unternahm 63 Feindfahrten in der unteren Adria und patrouillierte vor allem vor der gegnerischen Küste. Bis zu ihrer Verlegung nach Tarent im Juni 1917 gelang ihr keine einzige Versenkung. In Tarent diente die Nautilus als Ausbildungsschiff. Im August 1918 wurde sie desarmiert und nach Gallipoli überführt. Dort diente sie der Hydrophon-Schule für Schulungszwecke. Am 31. Juli 1919 wurde die Nautilus außer Dienst gestellt.

### Nereide
Die Nereide operierte bereits am ersten Kriegstag vor dem Marinestützpunkt der k.u.k. Kriegsmarine in Cattaro an der montenegrinischen Küste. Nach der italienischen Besetzung der kroatischen Inselgruppe Pelagosa am 11. Juli 1915, wurde sie unter dem Kommando von Korvettenkapitän Carlo Del Greco mit Küstenschutzaufgaben vor Pelagosa betraut. Beim Festmachen auf Pelagosa wurde die Nereide am 5. August 1915 vom österreichischen U-Boot SM U 5 unter dem Kommando von Georg Ludwig von Trapp torpediert und versenkt. Es gab keine Überlebende. Kommandant Del Greco wurde posthum die Tapferkeitsmedaille in Gold verliehen.